# Кронін (Польща)
Кронін (пол. Kronin, нім. Alt Krönau) — село в Польщі, у гміні Пасленк Ельблонзького повіту Вармінсько-Мазурського воєводства.
Населення — 98 осіб (2011).
У 1975-1998 роках село належало до Ельблонзького воєводства.

## Демографія
Демографічна структура станом на 31 березня 2011 року:
|          | Загалом | Допрацездатний вік | Працездатний вік | Постпрацездатний вік |
| -------- | ------- | ------------------ | ---------------- | -------------------- |
| Чоловіки | 55      | 17                 | 28               | 10                   |
| Жінки    | 43      | 8                  | 20               | 15                   |
| Разом    | 98      | 25                 | 48               | 25                   |